# Сулодексид
Сулодексид (англ. Sulodexide, лат. Sulodexidum) — природний препарат з групи прямих антикоагулянтів — інгібіторів фактора Х згортання крові, який застосовується як парентерально(підшкірно, внутрішньом'язово та внутрішньовенно), так і перорально. Сулодексид розроблений в лабораторії італійської компанії «Alfa Wassermann», та розповсюджується нею під торговою маркою «Вессел Дуе».

## Фармакологічні властивості
Сулодексид — природний препарат, який по хімічному складу є сумішшю, яка складається з 80 % глюкуронілглікозаміноглікану сульфату (гепариноїду) та 20 % дерматан сульфату, що отримується із слизової оболонки товстої кишки свиней, із середньою молекулярною масою 6500 дальтон. Механізм дії препарату полягає не тільки у пригніченні фактора Ха згортання крові, опосередкованого антитромбіном, а й у посиленні синтезу та секреції простацикліну, зниженні концентрації фібриногену та підвищенні концентрації в крові профібринолізину із одночасним зниженням концентрації його інгібітора. Сулодексид також пригнічує агрегацію тромбоцитів, пригнічує проліферацію гладеньких м'язів судин, сприяє відновленню клітин ендотелію та покращує реологічні властивості крові. Сулодексид також знижує рівень тригліцеридів крові за рахунок підвищення активності ферменту ліпопротеїнліпази та прискоренням катаболізму атерогенних ліпопротеїнів. Сулодексид при внутрішньовенному застосуванні також інгібує гепарин кофактор ІІ, та сприяє активації інгібітора зовнішнього шляху згортання крові (так званого TFPI-фактора). При діабетичній нефропатії та інших хронічних захворюваннях нирок сулодексид має здатність зменшувати товщину базальної мембрани та знижувати продукцію матриксу за рахунок зниження проліферації клітин мезангіуму, а також знижує протеїнурію. Оскільки сулодексид на 90 % адсорбується судинами, він у першу чергу має ангіопротекторну дію. Препарат також може підвищувати виділення кількох факторів росту (зокрема, фактору росту гепатоцитів), які впливають на захист, регенерацію та репарацію органів, а також пригнічує металопротеїнази. Сулодексид ефективний при застосуванні як при ангіопатіях із підвищеним ризиком тромбоутворення (у тому числі після інфаркту міокарду та при гострих порушеннях мозкового кровообігу), так і хронічних венозних захворюваннях, у тому числі із наявністю венозних трофічних виразок та хронічних захворювань нирок (у тому числі діабетичній нефропатії). Сулодексид також ефективний при різних формах діабетичної ретинопатії, описано також застосування сулодексиду у вагітних із плацентарною недостатністю з гестаційною артеріальною гіпертензією.

### Фармакодинаміка
Сулодексид швидко всмоктується та розподіляється в організмі. Біодоступність препарату становить при пероральному застосуванні 40—60 %, внутрішньом'язовому введенні 90 %, при внутрішньовенному застосуванні 100 %. Максимальна концентрація в крові сулодексиду досягається у середньому протягом 1,33 години після застосування препарату. Сулодексид переважно (на 90 %) адсорбується в ендотелії судин. Сулодексид частково метаболізується у печінці. Виводиться препарат із організму переважно із сечею, частково із калом та жовчю. Період напіввиведення препарату після внутрішньовенного введення становить у середньому 11,7 годин, після прийому 50 мг препарату становить у середньому 18,7 годин. після прийому 100 мг препарату — 25,8 годин.

## Показання до застосування
Сулодексид застосовується для лікування ангіопатій з підвищеним ризиком тромбоутворення (у тому числі після перенесеного інфаркті міокарду), для вторинної профілактики інфаркту міокарду, порушеннях мозкового кровообігу (інсульт, дисциркуляторна енцефалопатія), оклюзійних ураженнях периферичних артерій (облітеруючий атеросклероз, діабетична ангіопатія), венозних захворюваннях, мікроангіопатіях(у тому числі при цукровому діабеті), тромбозах, антифосфоліпідному синдромі, а також при гепариніндукованій тромбоцитопенії для продовження антитромботичної терапії.

## Побічна дія
При застосуванні сулодексиду побічні ефекти спостерігаються рідко. Зокрема, найчастіше серед побічних ефектів спостерігаються висипання на шкірі (у 2 % випадків застосування), головний біль, біль у животі, діарея. Серед інших побічних ефектів спостерігаються також нудота, блювання, кровотечі та крововиливи у шкіру та м'язи, гематоми та біль у місці введення препарату.

## Протипокази
Сулодексид протипоказаний при підвищеній чутливості до препарату, геморагічному діатезі та інших станах, що супроводжуються гіпокоагуляцією, а також при вагітності.

## Форми випуску
Сулодексид випускається у вигляді ампул по 600 ОД (2 мл), та желатинових капсул по 250 ОД.